# Апсолутна висина
Апсолутна висина или надморска висина (алтитуда) је висина неке тачке на Земљи у односу на референтну површ геоида. У географији се дефинише као растојање у метрима по вертикали, од средњег нивоа површине океана до неке тачке на Земљиној површини. Код описивања географских објеката (планина, поље, језеро и др) на топографској карти, варијације у висини су означене изохипсама, а карактеристичне коте су означене тачком уз коју је висина у метрима. Надморска висина се мери инструментом алтиметром (висиномер) који ради по принципу промене притиска са порастом висине. На опште-географским картама висина је приказана хипсометријском скалом, која у различитим бојама приказује различите висине (од зелене за низије, преко жуте за побрђа, до браон за планине и беле за високе планинске врхове.
Са порастом апсолутне висине, опада температура (0,6 °C на сваких 100 метара), снижава се притисак, а ваздух је ређи. Највећу апсолутну висину на Земљи има врх Чомолунгма на Хималајима у Азији — 8.848 метара. У Србији највиша тачка је Велика Рудока на Шар-планини — 2.658 метара. Треба разликовати апсолутну од релативне висине. Данас се висине лако одређују захваљујући ГПС уређајима.